# Musée archéologique d'Archánes
Le musée archéologique d’Archánes est un petit musée grec situé à Archánes, en Crète. Le musée contient des éléments retrouvés dans les sites archéologiques antiques situés à proximité de la ville : le palais d'époque minoenne, la nécropole de la colline de Fourni et le temple d'Anemóspilia. Outre des éléments originaux, il contient des copies d'artefacts conservés au musée archéologique d'Héraklion.

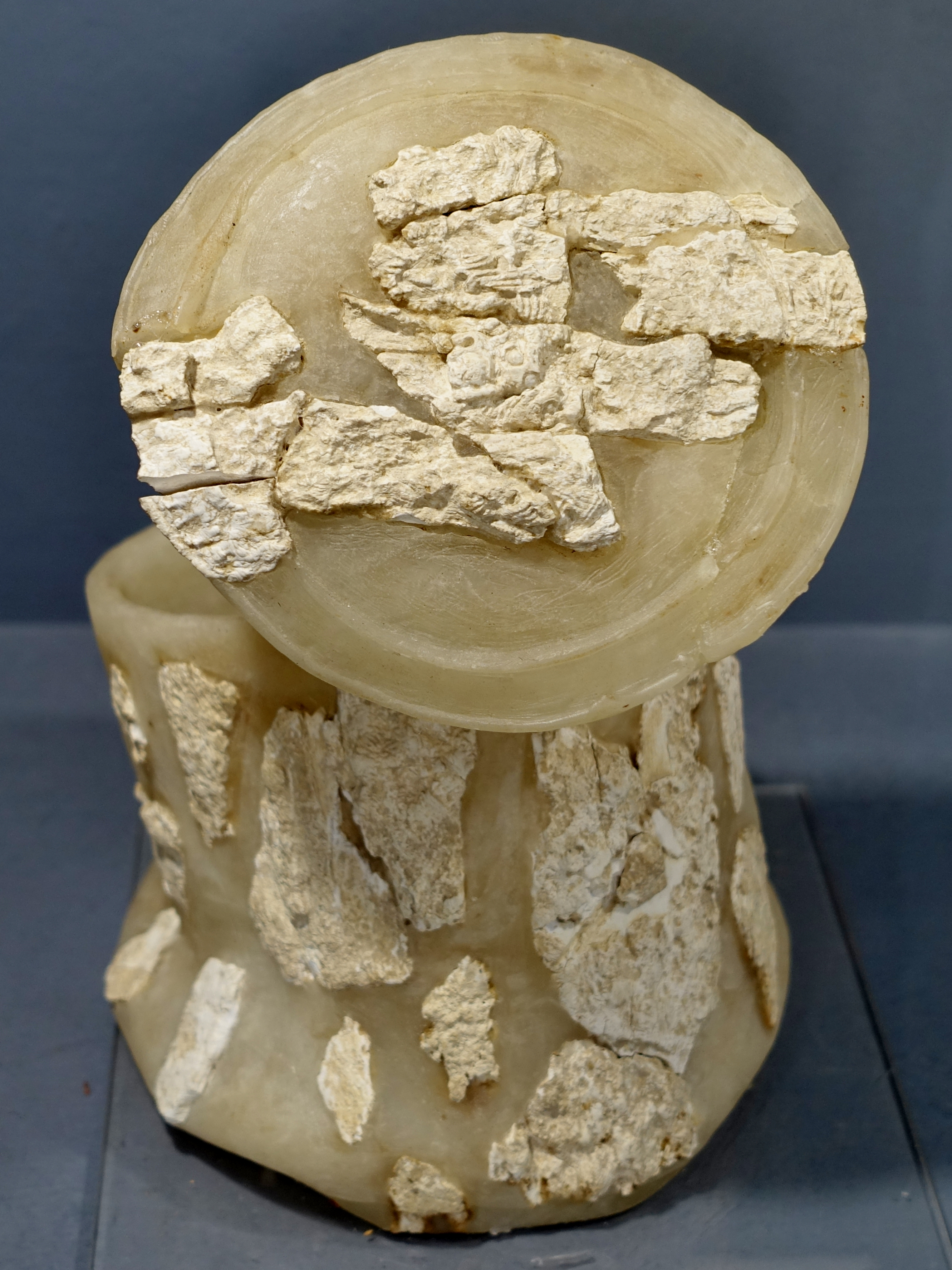
Fragments d'une pyxide en ivoire représentant un lion, d'une tombe mycénienne de Fourni.
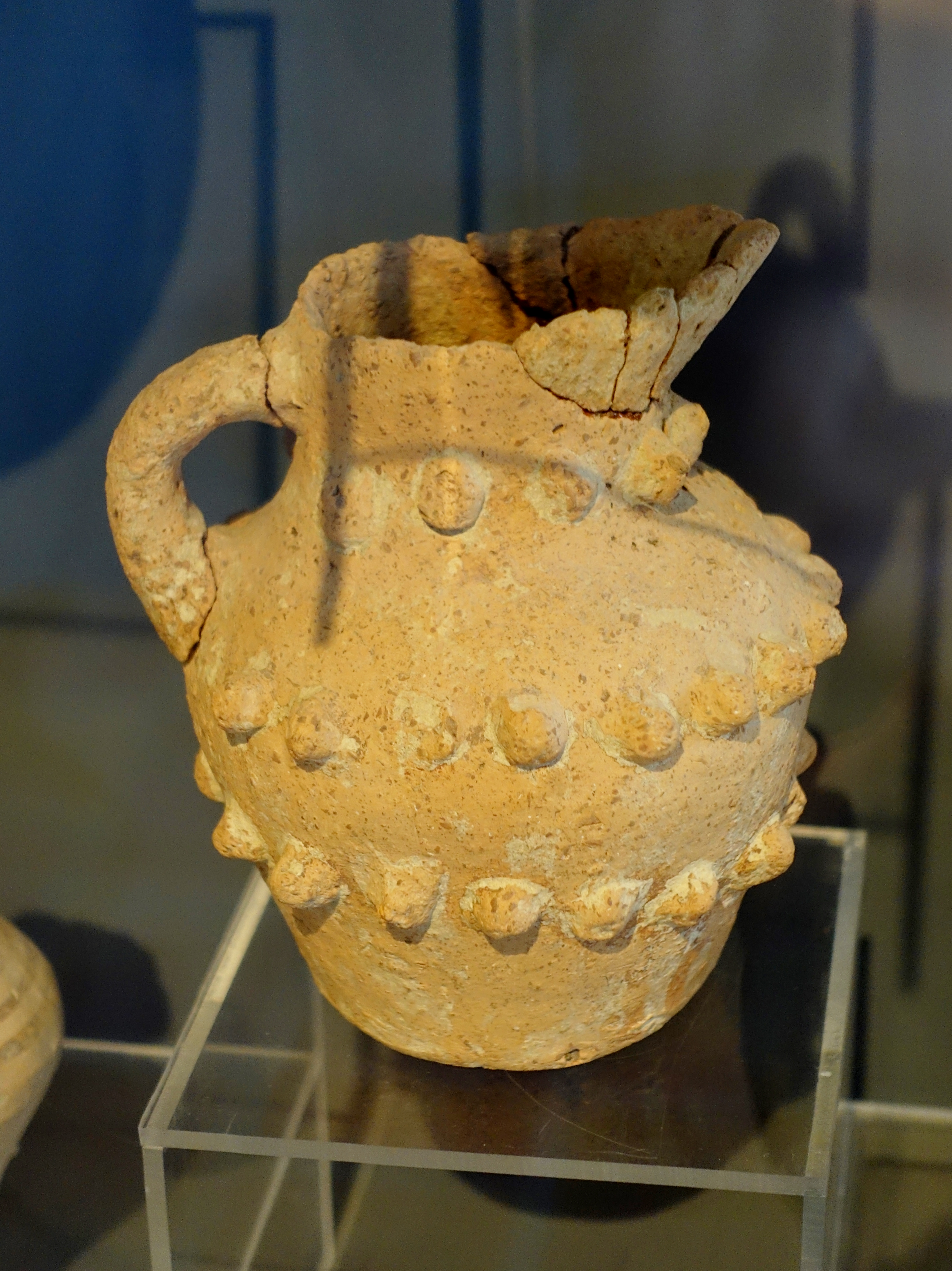
Jarre funéraire de Fourni (-2100/-1950)
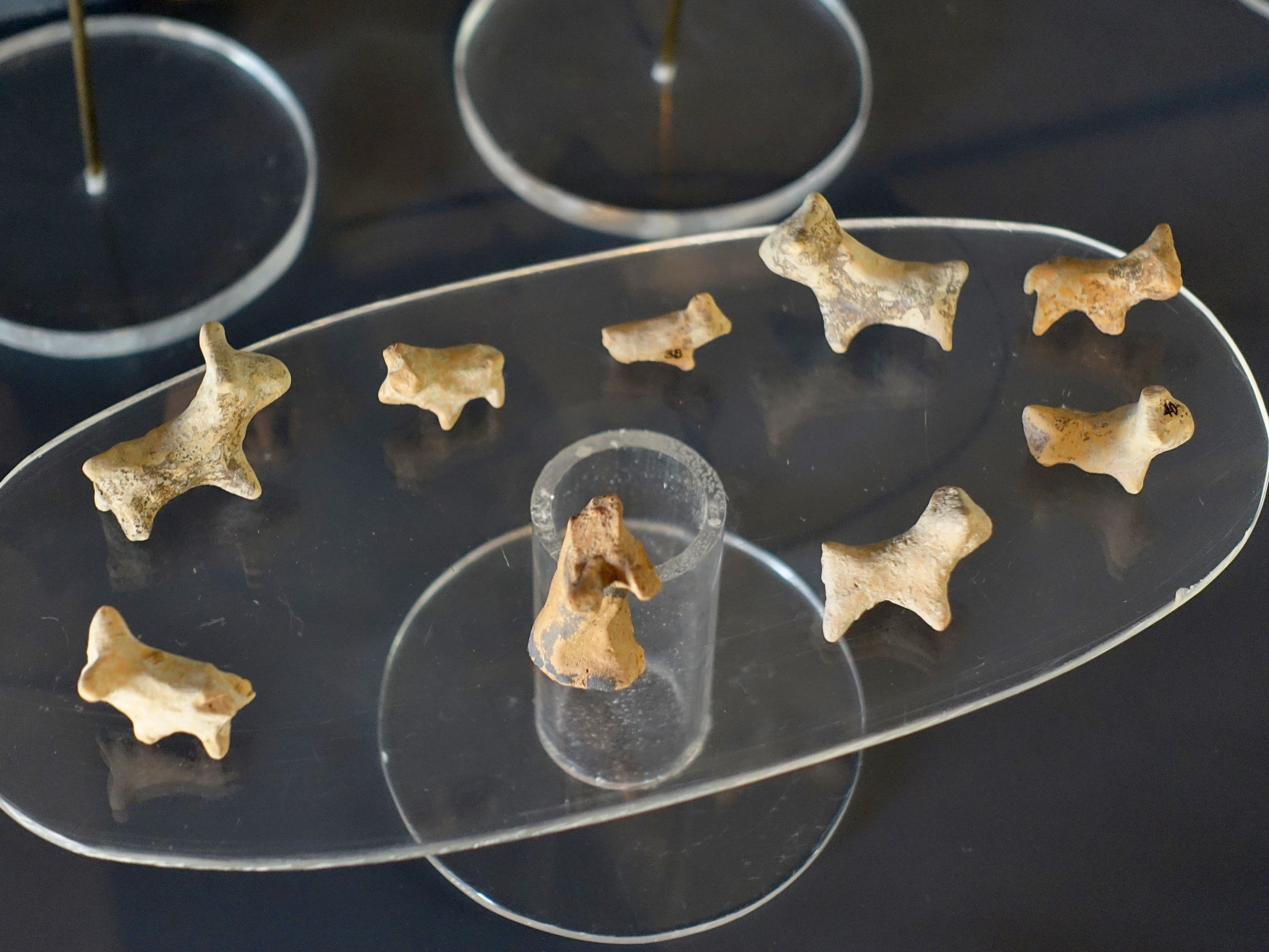
Figurines zoomorphes de Fourni et Turkogitonia.
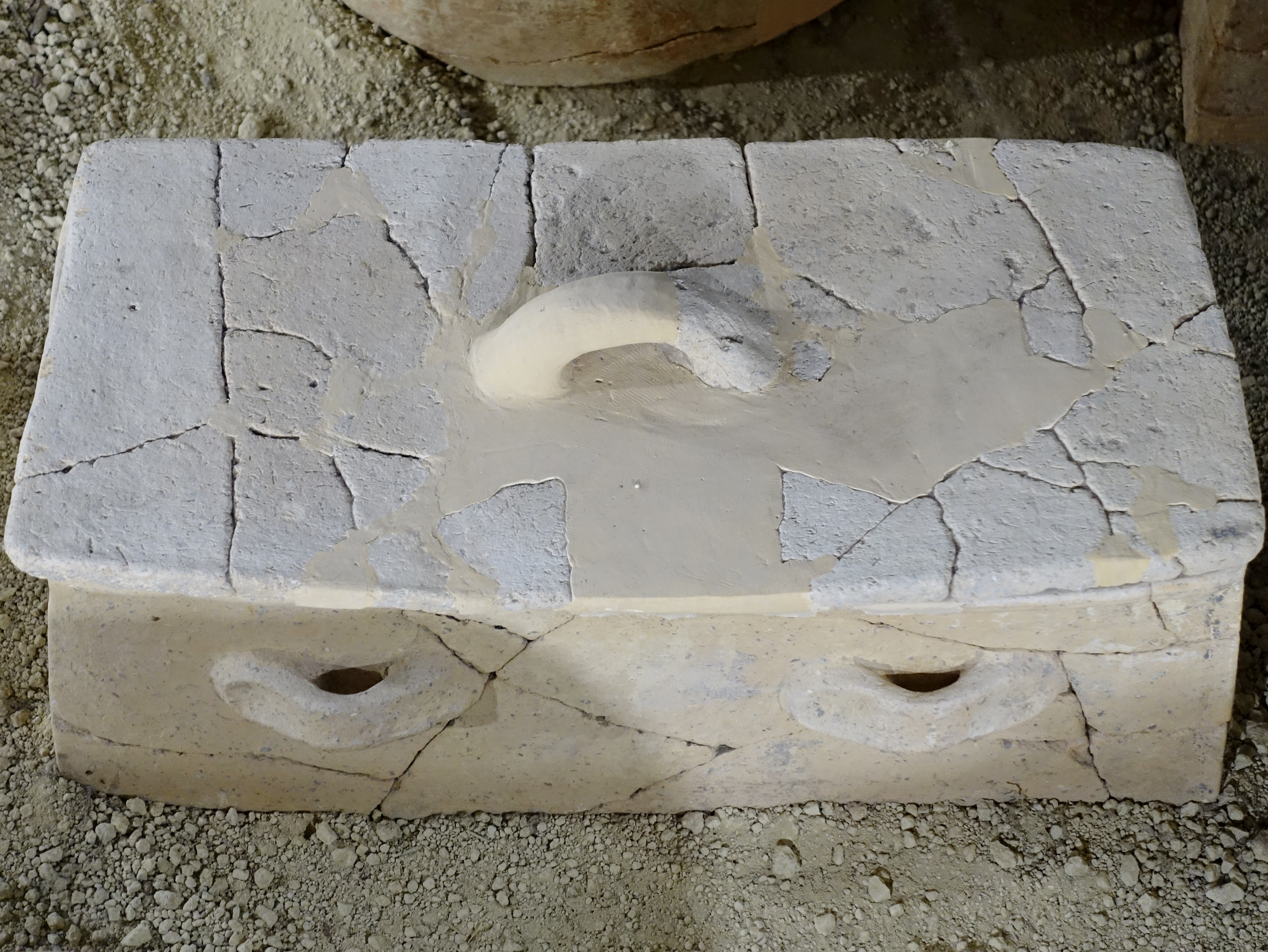
Sarcophage d'enfant, de Fourni.